# Slim Borgudd

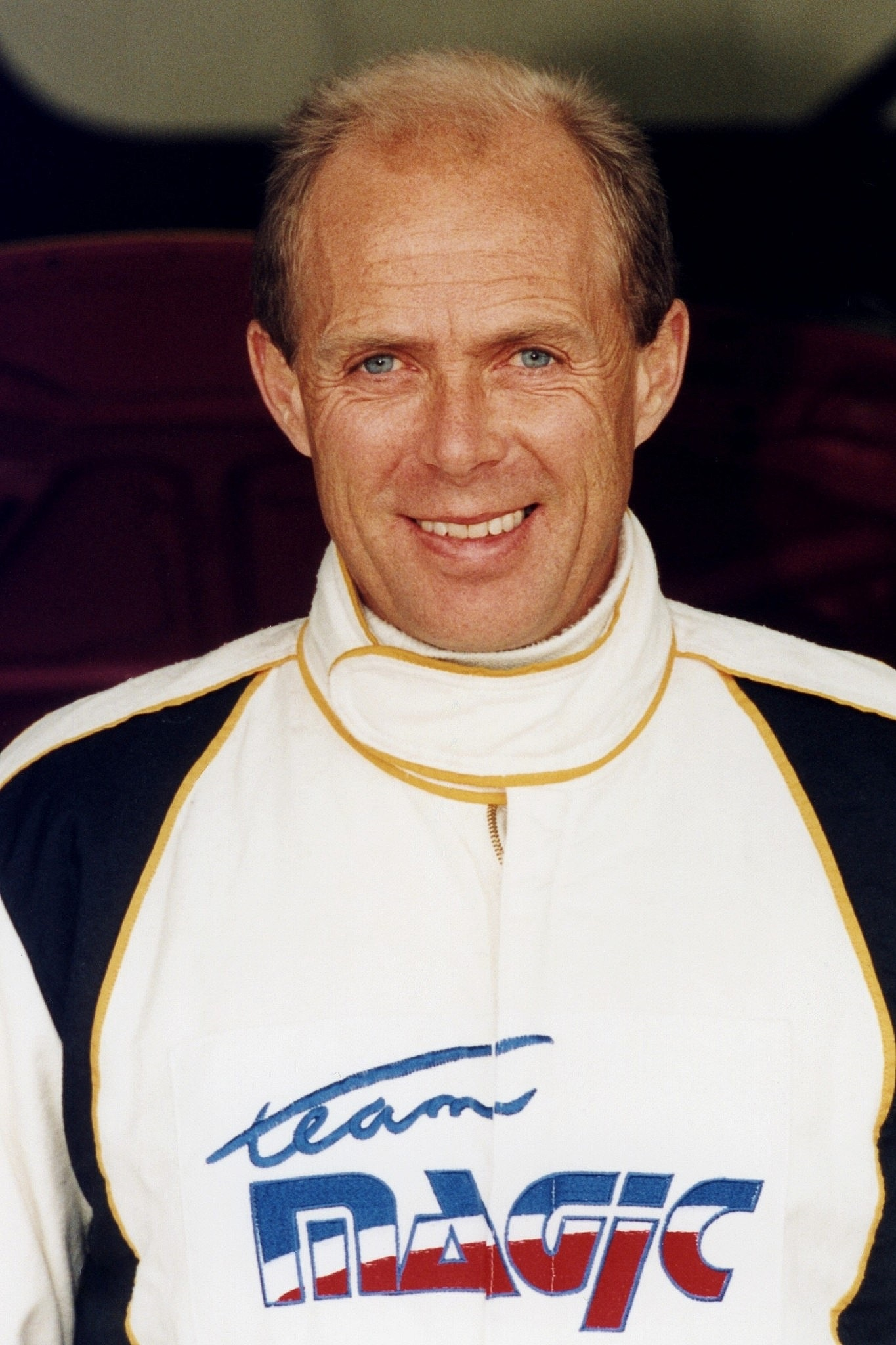
Slim Borgudd in 1994

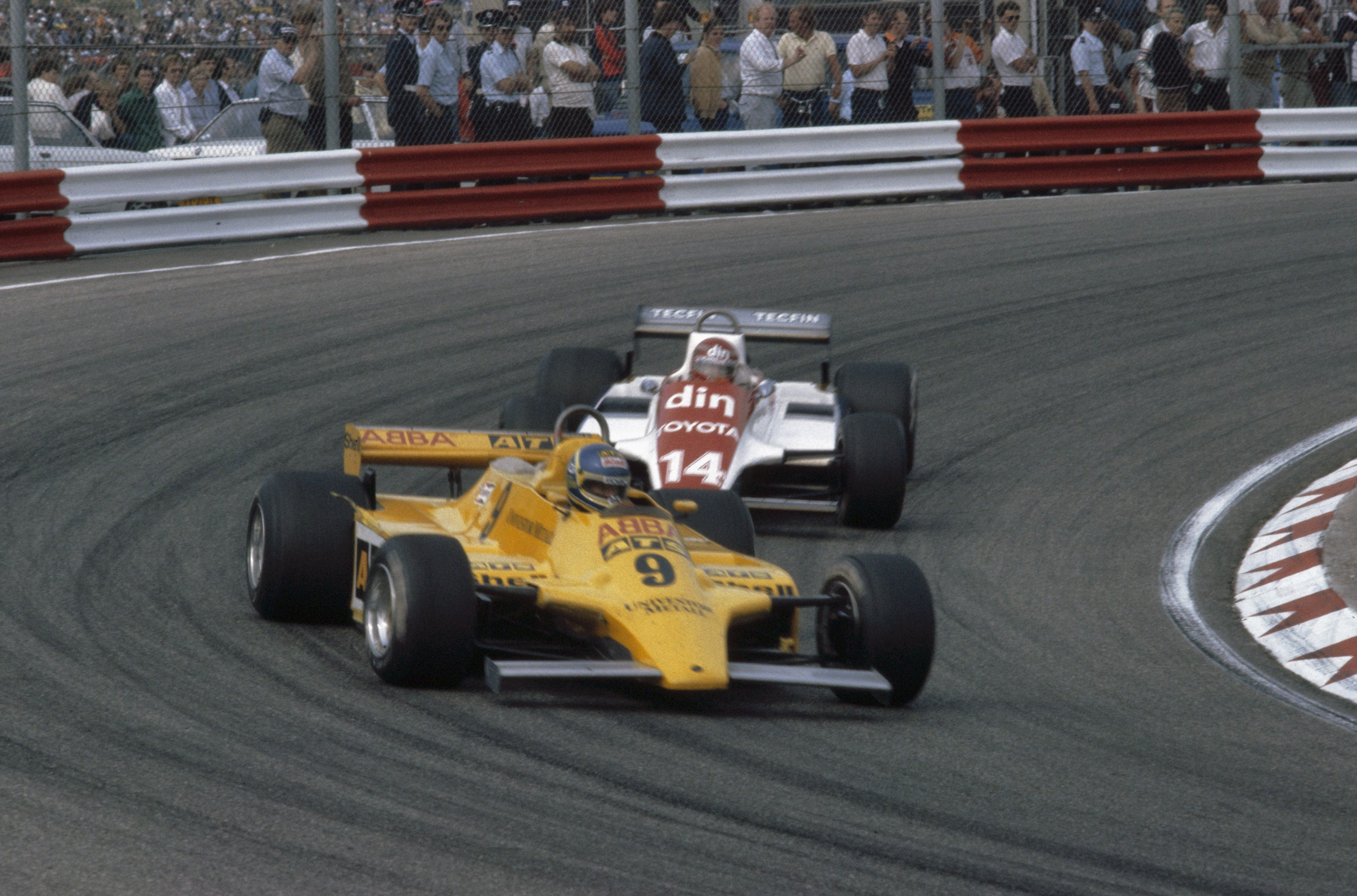
Borgudd in 1981 op Zandvoort

Karl Edward Tommy Borgudd beter bekend als Slim Borgudd (Borgholm, 25 november 1946 – aldaar, 23 februari 2023) was een Zweeds Formule 1-coureur, die actief was in de periode 1981 - 1982. Hij reed 15 Grands Prix-races voor de teams ATS en Tyrrell.